# جایزه بزرگ بلژیک ۲۰۲۴
جایزه بزرگ بلژیک ۲۰۲۴ که به طور رسمی با عنوان جایزه بزرگ بلژیک فرمول ۱ رولکس ۲۰۲۴ شناخته می شود یک مسابقه اتومبیلرانی فرمول یک بود که در ۲۸ ژوئیه ۲۰۲۴ در پیست اسپا-فرانکورشان در استاولوت، بلژیک برگزار شد. این چهاردهمین مسابقه از مسابقات فرمول یک فصل ۲۰۲۴ بود.
ماکس فرستاپن سریع‌ترین زمان را در تعیین خط ثبت کرد، اما بعد از گرفتن پنالتی در جدول رانندگان برای روز یکشنبه به رده یازدهم سقوط کرد و شارل لکلرک به جای او صاحب پول پوزیشن مسابقه شد. جورج راسل از تیم مرسدس به عنوان برنده این مسابقه و اولین نفر از خط پایان مسابقه عبور کرد اما پس از مسابقه و عدم حداقل وزن مورد نیاز قانون مسابقات برد از او گرفته شد و به هم تیمی او لوئیس همیلتون رسید.